# التجمع الإسلامي في ألمانيا
التجمع الإسلامي في ألمانيا (Islamic Society of Germany) يمثل تيار الإخوان المسلمين في ألمانيا وعضو في اتحاد المنظمات الإسلامية في أوروبا,
- ويرأسه إبراهيم الزيات المصري الأصل أحد قيادات الإخوان المصريين الذين تعرضوا للمحاكمة العسكرية الاستثنائية في مصر في ديسمبر 2006 وحكم عليه بالسجن عشر سنوات في أبريل 2008م.[1][2]

## وصلات خارجية
- غزو الإخوان المسلمين لأوروبا، منتدي الشرق الأوسط (موقع أمريكي)، شتاء 2005
- الإخوان المسلمين في ألمانيا، إخوان ويكي
- نموذج أوروبي للتحريض ضد الإسلام: كتاب ألماني: الإخوان المسلمون خطر على أوروبا[وصلة مكسورة]، إسلام أون لاين، 11 يونيو 2007م
- حوار مع الدكتور أحمد الخليفة رئيس المركز الإسلامي الرئيسي في ميونخ، وكالة أنباء يورو عرب برس، يناير 2009